# Province de Kalasin
Kalasin (en thaï : กาฬสินธุ์) est une province (changwat) de Thaïlande.
Elle est située dans le nord-est du pays. Sa capitale est la ville de Kalasin.

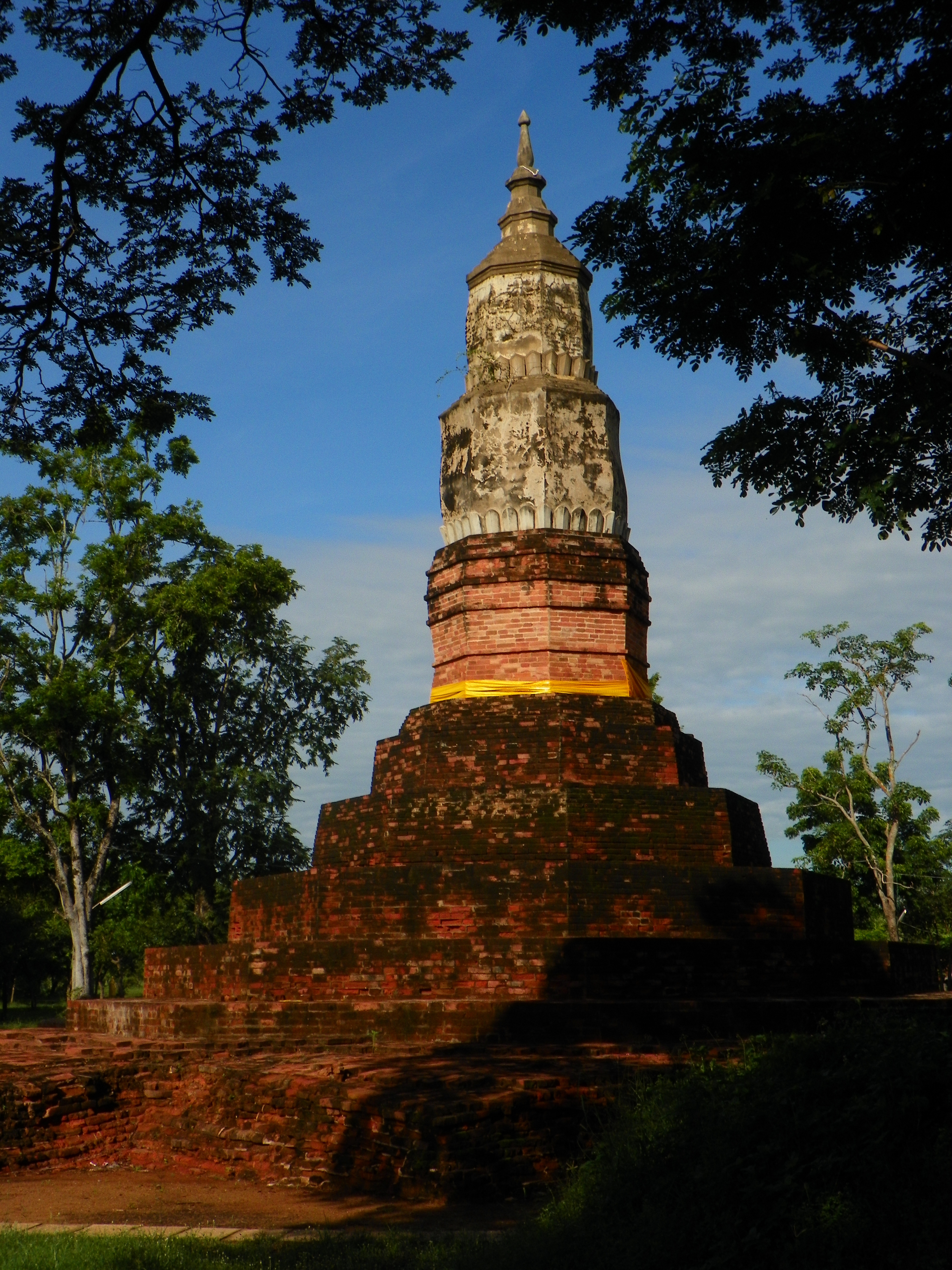
Phra That Yakhu

## Subdivisions

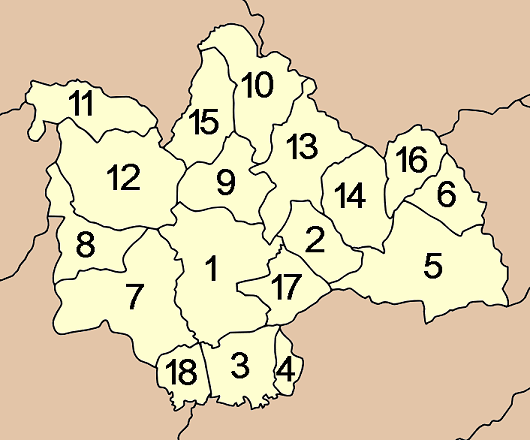
Carte des amphoe de la province de Kalasin.

Kalasin est subdivisée en 18 districts (amphoe) : Ces districts sont eux-mêmes subdivisés en 134 sous-districts (tambon) et 1 509 villages (muban).